# هوجو (ممثل)
هوجو (بالتايلندية: จุลจักร จักรพงษ์)‏ هو مغني وممثل تايلندي، ولد في 6 أغسطس 1981 بلندن في المملكة المتحدة.

## وصلات خارجية
- هوجو على موقع IMDb (الإنجليزية)
- هوجو على موقع ميوزك برينز (الإنجليزية)
- هوجو على موقع ديسكوغز (الإنجليزية)
- هوجو على موقع قاعدة بيانات الفيلم (الإنجليزية)